# Huaca de la Luna

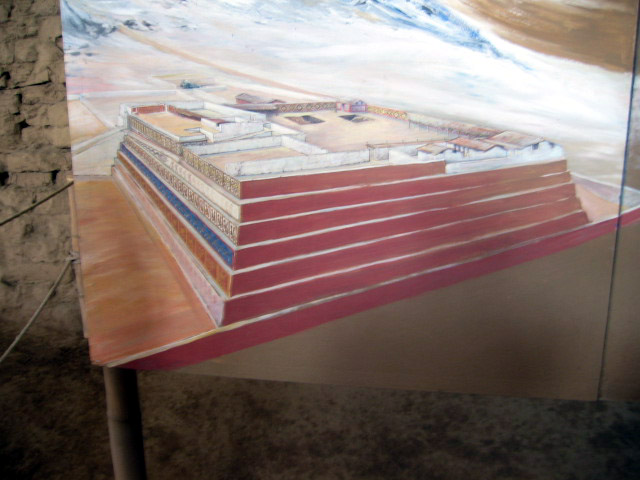
Pintura de la Huaca de la Luna.

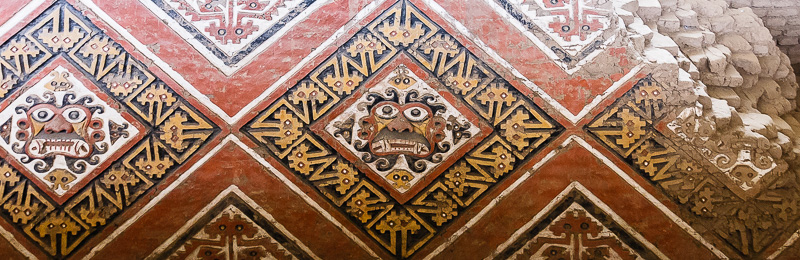
Friso polícromo con seres mitológicos.

Ilustración 3D.

Huaca de la Luna es una construcción de adobe que está ubicada al norte del Perú, en el departamento de La Libertad, a unos 5 km al sur de Trujillo; fue construida por la cultura Moche o Mochica. Se encuentra a 500 m de la Huaca del Sol, construida posteriormente también por la cultura mochica; entre las dos huacas se encontraba la ciudad. En la actualidad se exhibe con sus diferentes pinturas en las paredes con muchos años y que han perdurado al paso del tiempo.

## Arquitectura
La Huaca de la Luna está constituida por tres plataformas (Plataformas I, II y III) y tres plazas (Plazas 1, 2, 3A, 3B, 3C), delimitadas por grandes muros de adobe, que sirven de áreas de interconexión. Tiene una base cuadrada de 87 m de lado y una altura de 21 metros. Estas construcciones destacan por encontrarse superpuestas y construidas en diferentes períodos.
Los componentes más destacados del edificio son los relieves en sus pinturas murales de cinco colores que representan, entre otras figuras, las características y atributos de la divinidad moche llamada Ai apaec o el dios degollador.

### Plataforma 1
Es el núcleo más alto de la Huaca de la Luna, que fue el producto de la superposición varias construcciones a lo largo de aproximadamente seiscientos años. Siguiendo un calendario ceremonial, el viejo templo fue enterrado sucesivamente para construir sobre él una nueva plataforma más elevada y más amplia. 
Hasta el momento han sido seis los edificios identificados en la construcción de la Plataforma I de la Huaca de la Luna, desde el Edificio A, que es el último, hasta el Edificio F, que es el más antiguo.

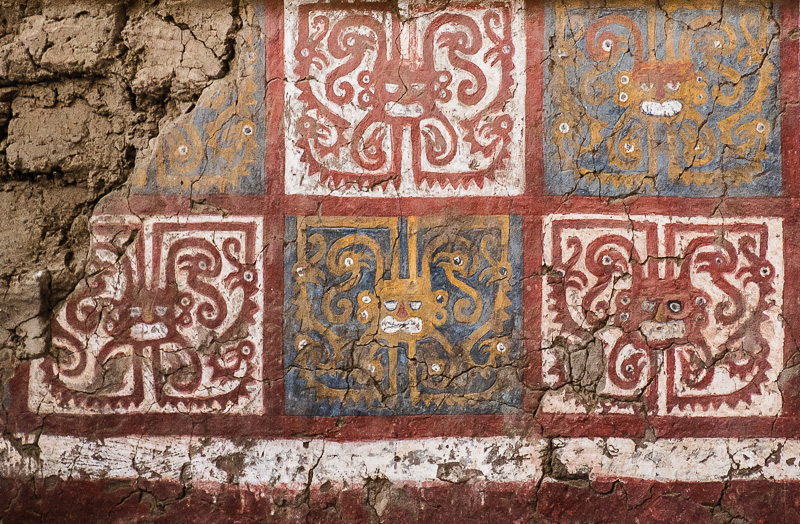
Relieve polícromo con divinidades zoomorfas.

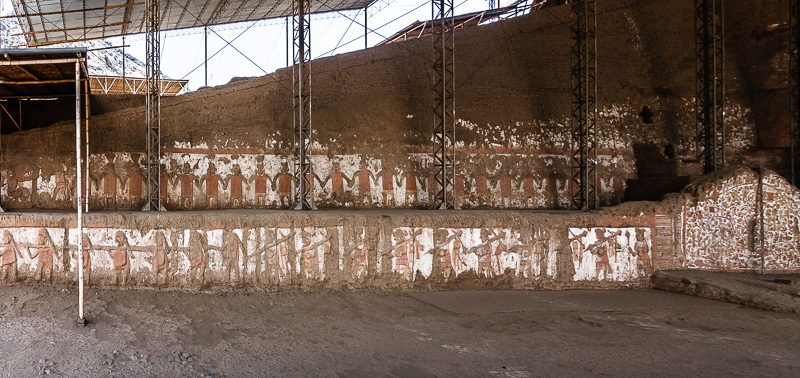
En la parte inferior, procesión de prisioneros. En la parte superior, seres tomados de la mano en actitud observadora.

En el interior de la Huaca el espacio esta esfructurado en patios, plazas y recintos permitiendo la comunicación entre diferentes ambientes. Puede tratarse de espacios con galerías techadas o no y presentar diseños iconográficos en relieve o pinturas murales.
La configuración del edificio ayuda a entender de mejor manera la estructura del poder en la sociedad, afirmando que su forma y función están íntimamente relacionadas. 
Para comprender la estructura de la sociedad, el estudio de la arquitectura y expresión material es fundamental para determinar el desarrollo de las fuerzas productivas.

### Plaza 1
Se encuentra al norte de la Plataforma I, definida como un espacio abierto o amurallado anexo a edificios que contienen espacio interiores cerrados. Se encuentra asociada al Edificio A, un espacio para la participación de un número amplio de personas en la realización de ceremonias de la cultura mochica y donde los grupos sociales participantes se relacionaban. 
Las investigaciones en torno a la Plaza 1 han determinado la función principal a partir del análisis arquitectónico del lugar. Actividades que pudieron realizarse en la plaza;
1. La presentación ante las divinidades del templo y la élite sacerdotal de los guerreros capturados en los combates rituales. Este supuesto es corroborado con los relieves de la Huaca de la Luna.
2. La celebración de actos rituales relacionados con el ascenso a la Plaza 2
3. El traslado de bienes funerarios y los restos inhumados en la Plataforma I y II del conjunto.

La configuración de este espacio fue fundamental para acoger a las multitudes, permitiendo la entrada de la población en el templo. Solo los más privilegiados habrían podido ascender a los niveles superiores de la Huaca, mientras que el resto de la multitud se habría limitado a ver el espectáculo desde la Plaza 1.

### Plaza 2
La Plaza 2 se encuentra a un costado de la Plaza 1 y es de dimensiones menores. Se han encontrado elementos arquitectónicos y estructuras con una aparente función ceremonial. Estas también presentan signos de ser parte de una secuencia de etapas constructivas con remodelaciones en cada una de ellas. 
Su diseño arquitectónico habría respondido a la división jerárquica del espacio y a otorgarle una función ceremonial por la presencia de una galería, cuatro ambientes menores y la plaza.

### Plaza 3

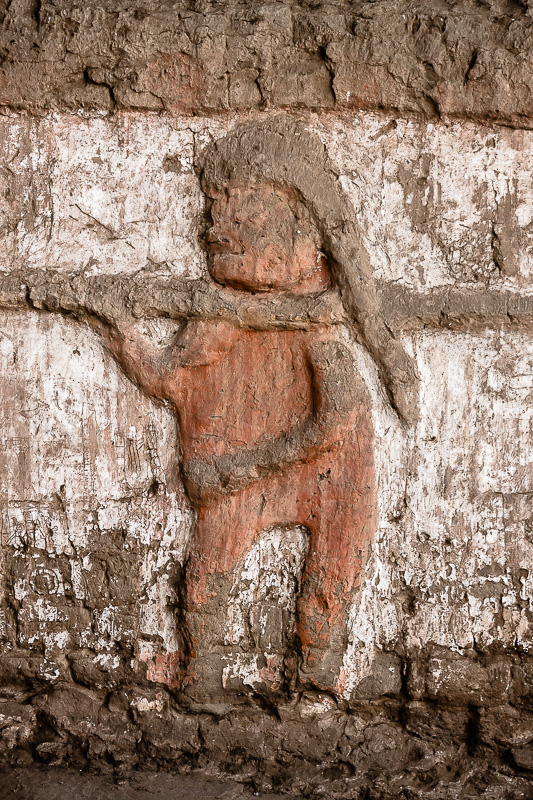
Detalle de prisionero camino al sacrificio.

La Plaza 3 ha sido subdividida en los recintos 3A, 3B y 3C.
La Plaza 3A junto con la Plataforma II formaba parte de una sola unidad arquitectónica y ceremonial. Los sacrificios que se realizaban en esta plaza se concentraban en la parte y frente a un conglomerado rocoso, donde se exponían los individuos sacrificados.  La Plaza 3B se ubica al lado suroeste de la Plaza 3A y por la presencia de restos cerámicos se considera un área de sacrificios. Para la Plaza 3C se trata de la misma actividad de sacrificios debido a los hallazgos de restos óseos humanos similares a los de la Plaza 3A.
La Plaza 3C está rodeada por cuatro muros perimetrales que delimitan un espacio de 23 por 14 m, además con un eje mayor de oeste a este. El interior se subdivide en dos recintos, el primero de 5,8 por 5,8 m y el segundo de 3,5 por 3,5 m, posiblemente para albergar a los prisioneros antes del acto ceremonial. A la estructura rectangular ubicada frente al primer recinto de mayores dimensiones, se le ha denominado altar de sacrificio o podio de sacrificio. Este presenta dos niveles dispuestos para colocar a dos individuos a diferente altura. Frente a él hay una rampa pequeña en el lado norte. La construcción de estas estructuras está relacionada con el sacrificio de prisioneros, donde el verdugo se situaba en el altar y el reo estaba de rodillas sobre la rampa quedando en un nivel más bajo, facilitando la labor del verdugo.
Frente a este recinto se encuentra una banqueta para los espectadores que seguían al sacrificio. a

## Centro de culto
Esta huaca fue centro de culto, ceremonial y religioso.
En un altar ceremonial del último templo construido, fueron descubiertos los restos de 40 guerreros sacrificados.
En la fachada se puede observar una serie de personajes como la deidad de las montañas con cinturones que terminan en cabeza de cóndor, zorros con cabezas trofeos, pescadores, una serpiente, enormes cangrejos con cuchillos ceremoniales, personajes agarrados de las manos o los sacerdotes de los rituales. Cada figura es relacionada con el culto al agua, a la fertilidad agrícola y a los sacrificios realizados en este templo.
Entre la Huaca del Sol y de la Luna se destacan antiguas viviendas, espacios para preparación de alimentos, como también una plataforma que mira a un posible altar. El patio mide aprox. 1 ha, desde donde la población de las zona urbana circundante podían ver la preparación para el sacrificio de los guerreros, sin embargo al parecer el sacrificio propiamente dicho sólo podía ser observado por las altas autoridades. El área intangible está rodeada por la carretera, el valle y casas de pobladores actuales.

## El templo del “Dios Marino”
Al inicio pensábamos que la Plaza Ceremonial era un gran espacio abierto y vacío. A lo largo de los años se fueron descubriendo diversos elementos arquitectónicos, y no nos sorprendería que cuando termine de limpiarse aparezcan otros. Los que ahora conocemos son el recinto esquinero en la esquina sureste de la plaza, el podio o trono cerca de la esquina suroeste, y unas terrazas escalonadas de adobe macizas en la esquina noreste: un templete de culto a la divinidad del “dios marino”. El templete del “dios marino” contiene patios, recintos esquineros y altares vinculados probablemente a un espacio de carácter oracular (terraza 1), y un recinto con altar exterior donde se entregaban las ofrendas (terraza 2). Se han identificado dos periodos de construcción, aunque pueden existir otros más por debajo: el del Edificio A que corresponde al último periodo de ocupación moche del templo viejo (500-600 d. C.), y debajo uno más antiguo correspondiente al Edificio B/C (450-500 d. C.).

## Materiales de construcción
el material de construcción es el adobe, con impresiones o sellos, adobones y adobitos conservándose aún una hectárea de áreas policromas. En los adobes se han identificado 128 marcas de origen provenientes de comunidades cercanas; cada una aportaba una cierta cantidad de adobes para la construcción de los templos. 
Las pinturas murales polícromas conseguían sus colores extraídos de sustancias minerales como limonita (amarillo), hematita (rojo), arcilla (blanco) y carbón (negro).

## Centro turístico
Es una de las pocas huacas que se encuentra abierta y hay una infraestructura muy avanzada, al igual que sus acabados y pinturas en paredes, a pesar de haber sido saqueada. Igualmente, es posible visitar los patios y plazas ceremoniales de más de 1.500 años de antigüedad.
La Huaca de la Luna posee un museo de sitio denominado Centro de Investigaciones y Visitantes que se distribuye en varias habitaciones en torno a dos patios. 
La arquitectura sigue la línea constructiva del sitio por lo que no impacta visualmente en el mismo: techos bajos, postes y quincha, paredes en tonalidades naranja y beige. Alrededor de éste se observa una parquización con cactus y flores del lugar. En uno de los patios se disponen mesas con artesanías, que reproducen los diseños de los murales y cerámica. El sitio cuenta con financiación privada, correspondiente a una marca de cervezas.
El ingreso a la Huaca se realiza a través de una senda escalonada por tramos acompañada de paneles explicativos y visuales. En el interior de la Huaca se disponen pasillos con cordeles a modo de barrera psicológica; cada sector está cubierto por techos de quincha sostenidos por pilotes de caña, similares a los originales. La lógica expositiva de los diferentes sectores sigue el curso de las investigaciones arqueológicas; se abren al público a medida que éstas se realizan.